# Yarbu
Yarbu foren un grup de tribus àrabs tamimites. La genealogia tradicional és Yarbu ibn Hanzala ibn Malik ibn Zayd Manat ibn Tamim. Algunes tribus que no eren membres dels Banu Tamim també van portar el nom de Yarbu, d'una mena de ratolí molt estès a Aràbia. Els Yarbu es van mostrar reservats amb l'islam, i a la mort del profeta foren els primers a revoltar-se. De la tribu era la profetessa Sadjah. Forent sotmesos i després es van mantenir fidels a l'islam i van participar en les conquestes però molts van donar suport més endavant als kharigites. A la batalla de Dawlab (684/685) en què els azraquites foren derrotats, els caps dels dos bàndols eren de la tribu Yarbu (Ubayd Allah ibn Bashir al-Saliti i Tabi ibn Amr al-Ghudani).